# Понте Номентано
Понте Номентано (на латински: Ponte Nomentano, в Средновековието: Pons Lamentanus) е римски мост в Североизточен Рим (Sacro, Quartier Nomentano) в Италия.
Построен е през 1 век пр.н.е. Понте Номентано се намира над река Аниене, притока на Тибър, където минава Виа Номентана. Построен е от камъни и има 3 отвора. Дълъг е 60 м и широк 7,35 м. Сега е пешеходен мост.
През древността Ponte Nomentano се намирал на ок. 3,9 км пред вратата Порта Номентана
на Аврелианската стена на Рим.
Прокопий пише, че мостът е разрушен през 547 г. от остготите на Тотила, при битките за превземането на Италия, но източноримският генерал Нарсес през 552 г. наредил неговото възстановяване.
През 1849 г. френската войска прекъсва моста със 7 метра, за да спре настъпването на Гарибалди в Рим, след това веднага е възстановен.